# EMachines
eMachines è una marca di computer portatili a basso costo, PC e cellulari prodotti ad Irvine, in California. L'impresa impiega 135 dipendenti e vende fino a 2 milioni di personal computer all'anno; essa è stata acquisita dalla Gateway Computers e in seguito nell'ottobre 2007 eMachines è entrata nel gruppo Acer.

## Storia

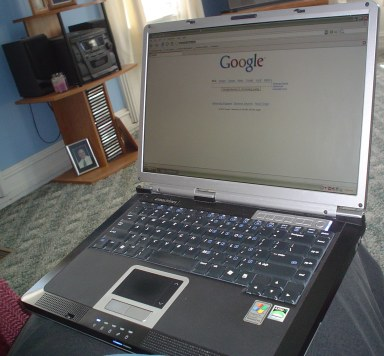
eMachines E5405

eMachines è comparsa per la prima volta nel settembre 1998 facendo da co-impresa tramite joint venture con la coreana Korea Data Systems (KDS), iniziando a mettere sul mercato dei primi modelli di computer tutti senza monitor, dei quali ne furono venduti solo pochi esemplari, per meno di 699 dollari.
eMachines in seguito si lanciò in componenti di computer a basso prezzo innescando una guerra di prezzi devastante tra Compaq, HP, IBM e Packard Bell.
All'inizio del 2000, eMachines era il quinto più grande fornitore di personal computer in termini di volume nel mondo.
Nel 2001 l'azienda dà inizio a una cooperazione con la connazionale Acer, che portò all'utilizzo di componenti di qualità migliore modellati in modo identico su modelli sviluppati dalla Acer stessa per garantire ai consumatori un buon rapporto qualità-prezzo.
Alla fine del 2003, eMachines diventa il terzo produttore di personal computer nel mondo in termini di numero di vendite in valore, dietro a Dell e HP. Nel dicembre dello stesso anno, eMachines produsse il suo primo desktop eMachines T6000 dotato di un processore AMD Athlon 64-sistema. Il prodotto veniva venduto principalmente attraverso negozi Best Buy. Inoltre, essa è stata anche la prima società a vendere computer portatili basati sui processori AMD Mobile Athlon 64, con il lancio della sua serie M6000 nel gennaio 2004.
eMachines è stata acquistata da Gateway nel marzo 2004 per 262 milioni di dollari in contanti e in base a quest'accordo, Wayne Inouye, amministratore delegato di eMachines diventa amministratore delegato di Gateway, in sostituzione del fondatore Ted Waitt.
In seguito all'acquisto di Gateway da parte di Acer nell'ottobre 2007, il controllo di eMachines è stato trasferito da Gateway direttamente ad Acer nel 2009, massimizzando la cooperazione esistente sin dal 2001 tra le due aziende taiwanesi.